# Rödfjället
Rödfjället är ett fjäll i Frostvikens socken, Strömsunds kommun, Jämtlands län. Fjället består av flera mindre toppar på ungefär samma höjd (högsta toppen 889 m.ö.h.) samt en mindre topp i söder (Rovhtetje, 752 m.ö.h.). Rödfjället har fått sitt namn från bergets aningen röda färg. 

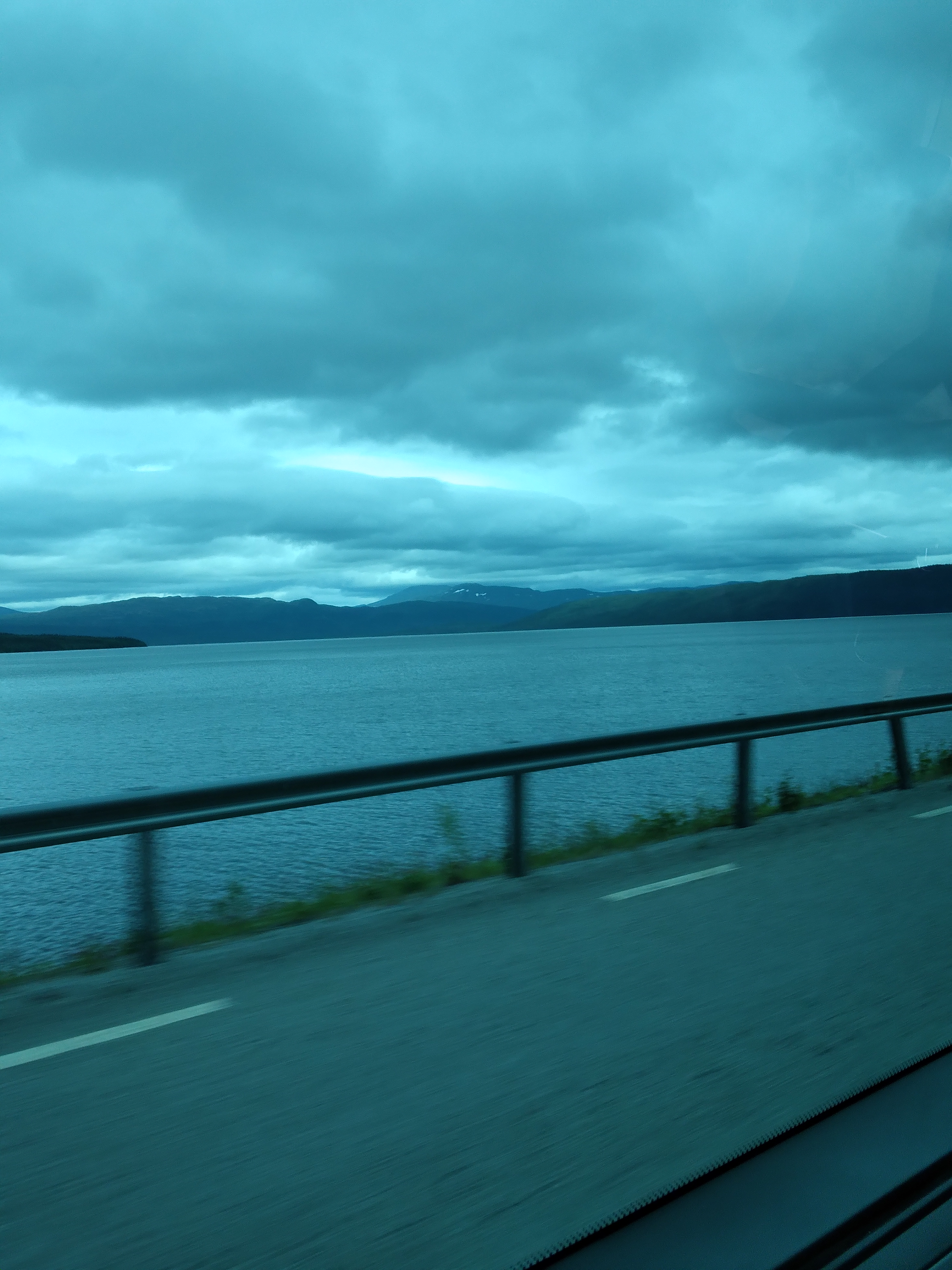
Stor-Blåsjön med Noerhte Snjaptja i mitten och Rödfjället till vänster

På fjällets västra sluttning bröt man krommalm för den svenska elindustrin under första halvan av 40-talet.  